# Донка Паприкова
Донка Паприкова е доброволна социална работничка и основателка на фондация „Хоспис Милосърдие“ (в периода 1989 – 1994 г. – дом „Майка Тереза“).

## Личен живот
Донка Паприкова е родена на 5 октомври 1915 г. в София, племенницата на Владимир Димитров - Майстора. Учи в Немското католическо училище „Санта Мария“ в София. В духа на католическата традиция още от малка е научена да проявява състрадание и да помага. Записва германистика в Софийския университет, учи социални науки в Люцерн. През 1950 г. се омъжва за Асен Паприков – преводач. През 1951 г. се ражда дъщеря ѝ – Зоя.

## Социална работа
Донка Паприкова посещава социални конгреси и социални заведения в Италия, Швейцария, Франция, Белгия. В България работи като социален съветник. През 1989 г. заедно със свои приятелки започват да събират средства за благотворителна дейност и създават дом „Майка Тереза“. Дейността на дома включва купуване на храна и разнасяне по домовете на възрастните. През 1994 г., движението се регистрира като фондация „Хоспис Милосърдие“. Същата година се създава първият стационарен хоспис с 5 легла. През 2000 г. хосписът получава лиценз към Министерство на труда и социалната политика и е пререгистрирано като благотворително дружество, което разчита на доброволци и спонсори.

## Награди
- През 1997 г. Паприкова получава най-високото отличие „Elisabeth-Norgall-Preis“ от Международния женски клуб във Франкфурт на Майн. Същата година е наградена за принос за развитие на граждаското общество в България.
- Получава почетна статуетка от Националния Център за Социална Рехабилитация, „Принос за доброто на инвалидите в България“.
- През 1998 година авторитетното издание „Таймс“ в коледното си издание я представи в галерията си от личности под заглавието „Бъдещето на Европа“.
- През 1999 г. става жена на годината.
- През 2001 г. е наградена от министър-председателя на Република България „За човечност, хуманност и добролюбие“
- През 2001 г. е удостоена с орден „Стара планина“ първа степен.[1]
- През 2002 г. е удостоена със званието „Почетен гражданин на София“.

## Скандали
- През септември 2006 г. изгониха хоспис „Милосърдие“ от двата дарени му от съмишленици апартаменти на столичната ул. „Река Осъм“ 1, защото съседите се уплашили, че цените на имотите им ще паднат заради болните и често идващите линейки. Инспекцията по строителен надзор към общината реши, че след като има хоспис, това променя предназначението на апартамента, който е за жилищни нужди и той трябва да бъде затворен.
- Както с монахинята Майка Тереза, под въпрос са поставени компетентността на грижите за тежко болните пациенти.
- Паприкова неправомерно използва името на Майка Тереза за да развива благотворителната си дейност. Известна е в медийното пространство като „Българската Майка Тереза“[2]. Въпреки че сама не одобрява това сравнение, през 5 години използва неправомерно името на католическата монахиня за име на своя хоспис[3].